# Lasioglossum hirtiventre
Lasioglossum hirtiventre är en biart som först beskrevs av Cockerell 1922.  Lasioglossum hirtiventre ingår i släktet smalbin, och familjen vägbin. Inga underarter finns listade i Catalogue of Life.